# Motoaki Takenouchi
Motoaki Takenouchi (en japonés: 武内 基朗, romanizado: Takenouchi Motoaki, nacido el 8 de julio de 1967) es un compositor japonés, más reconocido por sus bandas sonoras de videojuegos durante la década de 1990, particularmente por la serie de juegos Shining. Ha trabajado para compañías como Sega, Enix, Climax Entertainment y Game Arts. Takenouchi estudió música en la Universidad de las Artes de Tokio, donde él y el también compositor Hayato Matsuo fueron compañeros de clase. Alrededor de este tiempo, estuvo involucrado en varios proyectos, incluido el arreglo bajo la supervisión de Koichi Sugiyama.
El enfoque compositivo de Takenouchi a menudo abarca elementos de rock progresivo, jazz fusión y sinfónico, y con frecuencia hace uso de compases impares, líneas musicales virtuosas, síncopa y disonancia. Citó a King Crimson, Yes, Frank Zappa y Emerson, Lake & Palmer como algunas de sus influencias. Además de su trabajo en bandas sonoras de videojuegos, Takenouchi también compuso música para algunos de los primeros lanzamientos del sello discográfico Troubadour de Shinji Hosoe. En 2000 compuso y arregló la canción "Ducha" para Rina Chinen. También toca los teclados para "Autumn-River Willow" bajo el seudónimo de "dj".

## Trabajos

### Videojuegos
- (1991) Dragon Quest: The Adventure of Dai (Anime) (arreglista con Hayato Matsuo)
- (1991) Jewel Master (Sega Genesis)
- (1992) Double Moon Densetsu (Famicom)
- (1992) Landstalker: The Treasures of King Nole (Sega Genesis)
- (1992) E.V.O.: Search for Eden (Super NES) (arreglista, composiciones originales de Koichi Sugiyama)
- (1992) Shining Force Gaiden (Sega Game Gear)
- (1992) Air Combat II: Special (FM Towns)
- (1993) Aguri Suzuki F-1 Super Driving (Game Boy)
- (1993) Shining Force: The Sword of Hajya (Game Gear)
- (1993) Shining Force II (Mega Drive)
- (1994) Shining Force CD (Sega CD)
- (1994) Road Prosecutor (Sega Mega LD)
- (1995) Gamera: Gyaosu Gekimetsu Sakusen (Super Famicom)
- (1995) Granhistoria: Genshi Sekaiki (Super Famicom)
- (1995) Shining Force Gaiden: Final Conflict (Game Gear)
- (1995) Shining Wisdom (Sega Saturn)
- (1996) Gungriffon: The Eurasian Conflict (Sega Saturn)
- (1996) SD Gundam Over Galaxian (PlayStation)

### Otros
- (1993) G.T.R - "Gosling"
- (1993) Great Wall - "Delirhythm E-BB1"
- (1994) T·O·U·R·S - "Unparalleled"
- (1996) Cho Aniki Show II - "Sak-kwa DANCE"
- (2008) DAWN for Nohkan and String Orchestra
- (2008) Trio for Nohkan, Clarinet and Bassoon
- (2009) Suite for Noh and Orchestra
- (2010) GIONSYOJA for Utai, Violin and Orchestra
- (2010) Autumn-River Willow - you you you you you
- (2011) KOKAI for Utai and Orchestra
- (2012) Rooms for solo Piano
- (2012) Autumn-River Willow - Brand new summer day
- (2013) Sonata for Bass Tuba and Piano
- (2013) Autumn-River Willow - Kimi to!
- (2014) Autumn-River Willow - Jewelry Box